# ホルバイン (小惑星)
ホルバイン (8122 Holbein) は、小惑星帯に位置する小惑星である。パロマー天文台のトム・ゲーレルスとライデン大学のファン・ハウテン夫妻が発見した。
ルネサンス期のドイツの画家ハンス・ホルバインと、やはり画家だった彼の同名の父親に因んで名付けられた。